# Hachelbich

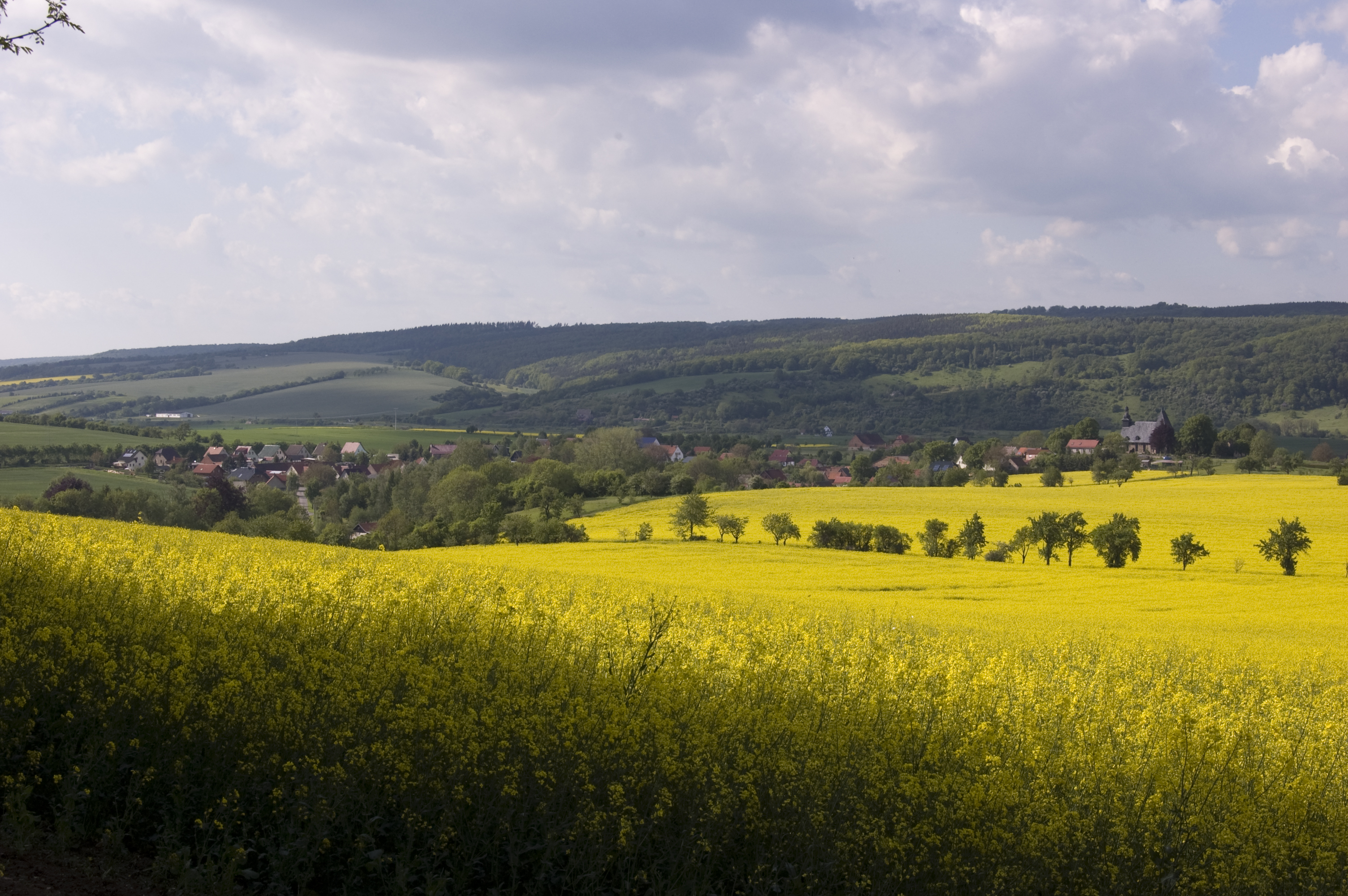
Ortslage von Hachelbich

Hachelbich ist ein Ortsteil der Gemeinde Kyffhäuserland im thüringischen Kyffhäuserkreis.

## Geografie
Hachelbich liegt am Nordhang der Hainleite im Tal der Wipper, zwischen der Kreisstadt Sondershausen im Westen und Bad Frankenhausen im Osten. Im Norden von Hachelbich befindet sich die Windleite.

## Geschichte
Das fruchtbare Wipper-Gebiet ist seit jeher eine siedlungsgünstige Gegend. Bei archäologischen Ausgrabungen konnten Fundstücke aus diversen Epochen nachgewiesen werden. So zum Beispiel Tonscherben aus der Zeit der Schnurkeramiker (2800 bis 2200 v. Chr.) oder 8 Brennöfen sowie ein rot-schwarz bemaltes Gefäß aus der frühen Eisenzeit (800 bis 600 v. Chr.). Im Jahr 2010 wurden bei Ausgrabungen nördlich des Ortes Reste eines römischen Marschlagers aus dem 1. bis 3. Jahrhundert entdeckt. Die Funde wurden im Jahr 2014 publik.
Die Gründungszeit des Ortes liegt ungefähr zwischen dem 6. und 9. Jahrhundert. Erstmals urkundlich erwähnt wurde Hachelbich 1186, als das Kloster Göllingen die Lehensgüter des Hersfelder Ministerialen Folbert in Göllingen und Hachelbich erwirbt. Aus dem Vorwerk des Klosters entstand ein Freihof mit weitreichenden Ländereien, woraus sich wiederum das Dorf entwickeln konnte. Ab 1243 steht das Kloster Göllingen und somit auch all seine Besitzungen unter der Schirmherrschaft von Heinrich von Heldrungen. 1356 geht das Kloster wiederum an die Grafen Heinrich XII. und Günther XXV. des Hauses Schwarzburg über. 1539 führte Günter XL., Graf von Schwarzburg-Sondershausen, den lutherischen Glauben ein. Im Dreißigjährigen Krieg wird das Dorf 1630 und 1631 durch schwedische Reiter zerstört. 1648 wurde die Abtei Hersfeld mit dem Kloster Göllingen durch den Friedensschluss zu Osnabrück ein weltliches Fürstentum und Reichslehen. Dadurch wurde es dem Haus Hessen-Kassel unterstellt. 1728, 1752 und 1757 fallen einige Teile des Dorfes Bränden zum Opfer. 1763 wird das preußische Militär in die Gebäude des Dorfes einquartiert. 1806 plündern französische Soldaten das Dorf während der Schlacht von Jena und Auerstedt. Nach Auflösung der Reichsabtei Hersfeld 1810 wurde Hachelbich Teil Kurhessens. 1816 schließlich kaufte Fürst Günther Friedrich Karl I. das Vorwerk Hachelbich und so wurde der Ort Teil des Fürstentums Schwarzburg-Sondershausen (Unterherrschaft). Nach Ende des Ersten Weltkriegs, an dem 106 Männer aus Hachelbich teilnahmen, entstand Ende November 1919 der Freistaat Schwarzburg-Sondershausen, der 1920 im neuen Land Thüringen aufging.
Von 1938 bis 1945 existierte im Schacht IV eine Munitionsproduktionsanlage, die von der Roten Armee ausgeräumt wurde.
Am 31. Dezember 2012 schloss sich die Gemeinde Hachelbich mit weiteren Gemeinden der Verwaltungsgemeinschaft Kyffhäuser zur Gemeinde Kyffhäuserland zusammen. Im selben Jahr wird die Ortsumgehungsstraße neu gebaut.

### Einwohnerentwicklung
Entwicklung der Einwohnerzahl der Gemeinde Hachelbich (31. Dezember):
| - 1994: 615 - 1995: 604 - 1996: 622 - 1997: 628 - 1998: 638 - 1999: 641 | - 2000: 648 - 2001: 642 - 2002: 640 - 2003: 635 - 2004: 660 - 2005: 656 | - 2006: 650 - 2007: 645 - 2008: 628 - 2009: 613 - 2010: 610 - 2011: 597 - 2014: 614 |

Datenquelle: Thüringer Landesamt für Statistik

## Wappen
Blasonierung: „Gespalten und vorne geteilt; oben in Rot ein silbernes Kleeblattkreuz, hinten in Silber eine bewurzelte rote Buche, unten in Blau ein schrägrechter silberner Fisch.“
Besitz von Hachelbich gehörte auch zum Kloster Göllingen. Das Kloster wurde 992 gegründet. An die im Jahre 1193 errichtete Kapelle soll das silberne Kleeblattkreuz erinnern. Eine einzigartige Erscheinung der Hainleite ist die Blutbuche, die etwa um 1680 spontan erwuchs. Sie wird stilisiert im 2. Feld dargestellt. Der Fisch soll auf Hachelbichs natürliche Bedingungen für die Fischzucht und auf die Farbe des Wassers hinweisen. Durch Zugehörigkeit zum Fürstentum Schwarzburg-Sondershausen erfolgten Fischlieferungen an den Fürstenhof.

## Kultur und Sehenswürdigkeiten
- Die evangelische Pfarrkirche St. Petrus liegt auf einer steilen Anhöhe.
- Im Wald südlich von Hachelbich liegt der Marienbrunnen.
- In der Nähe Hachelbichs befinden sich die Naturschutzgebiete Filsberg – Großes Loh (Nr. 318, südwestlich), Gatterberge (Nr. 317, nördlich) und Kahler Berg – Kuhberg (Nr. 319, südöstlich).
- Aus dem ehemaligen Waldschwimmbad soll ein Naturgewässer werden.[6]

## Persönlichkeiten
- Georg Ferdinand Burkhardt (1809–1872), deutscher Landwirt und Politiker
- Werner Schubert-Deister (1921–1991), Maler und Bildhauer
- Wolfgang Wiemer (1934–2023), Kirchenmusiker, Komponist und Hochschuldozent